# فايف (إسكتلندا)
فايف هي منطقة تجمع كنائسي، وبلد تاريخي، وإقليم تسجيل والمنطقة الملازمة لإسكتلندا. تقع بين مصب نهر التاي ومصب نهر الفورث ولها حدود داخلية مع بيرث وكينروس (وهما إقليمين تاريخيين لبيرث شاير وكينروس شاير) وكلاكماناشاير.

## نبذة
تعتبر وإلا حد بعيد، واحده من ممالك البيكتيش الرئيسية، وعرفت ب «فيب»، وعموما ما تزال تعرف بمملكة فايف ضمن إسكتلندا. والشخص الذي من فايف يسمى فايفير. وفي وثائق قديمة، عرفت الدولة أحيانا بالأنجليزيسيسيشن.
وتعتبر فايف ثالث أكبر سلطة محليه لأسكتلندا من ناحية السكان؛ حيث يصل عدد سكانها المقيمين حوالي 367,000 ؛ الثلث منهم يعيشون في الثلاث المدن الرئيسية: دونفيرملاين، كيركالدي وغلينروثيز.
تقع مدينة القسيس أندروز التاريخية على الساحل الشمالي الشرقي لمدينة فايف. وتشتهر بجامعة القديس أندروز؛ والتي تعتبر أقدم جامعة في إسكتلندا وواحدة من أقدم الجامعات في العالم. من القرن الخامس عشر كانت هي الموطن الأم لرئيس الأساقفة القديس أندروز، وكاثيدرالية القديس أندروز، كونها مقر المطران الأعلى مقاما في أسكتلندا منذو القرن العاشر. مدينة القديس أندروز هي أيضا مشهورة بموطن الجولف.

## التاريخ

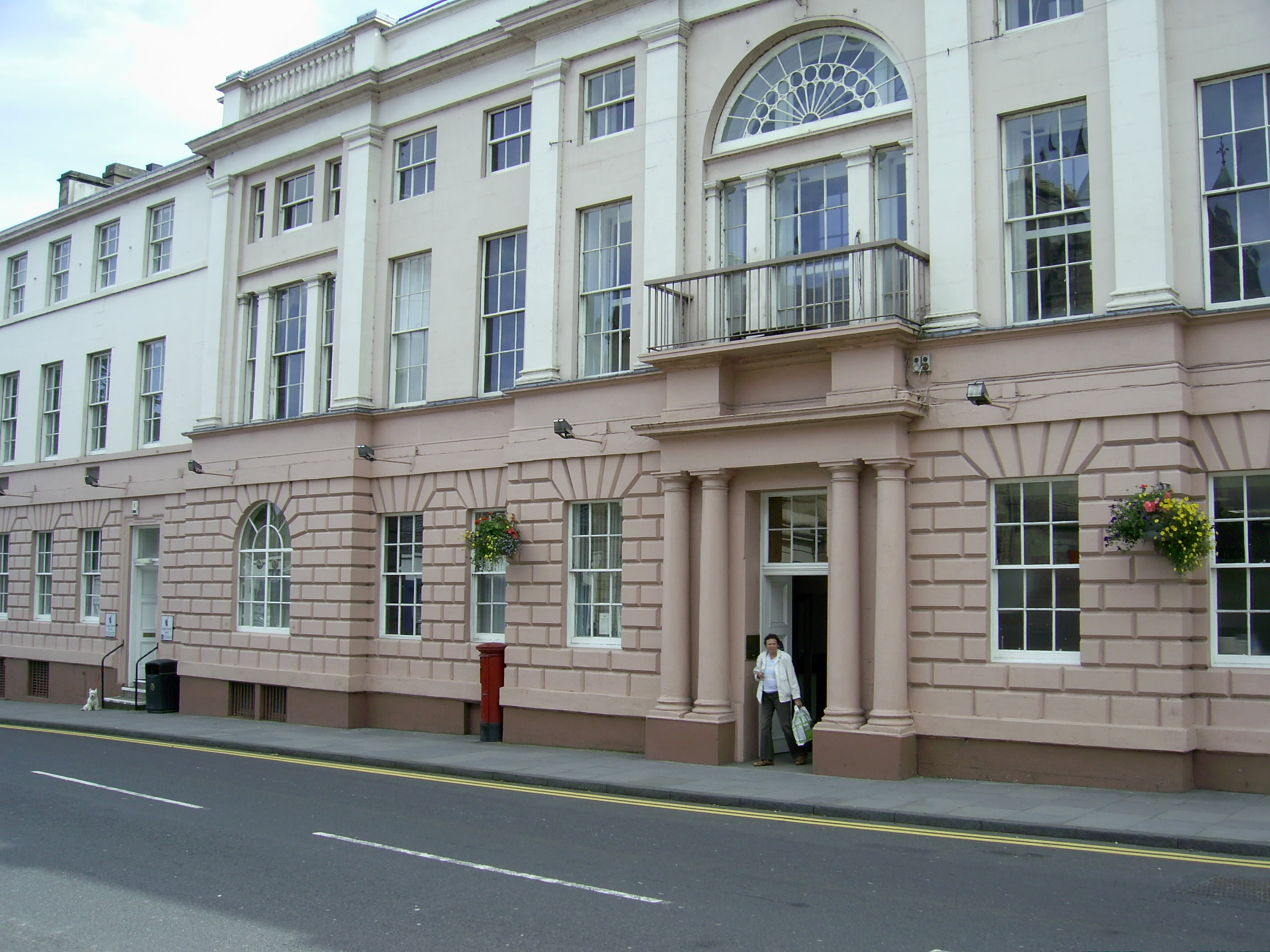
مباني المقاطعة ، كوبار ، القيادة العامة الأسبق لمجلس إقليم فايف.

تحد فايف من الشمال خليج نهر التاي ومن الجنوب نهر الفورث. وتعتبر فايف شبه جزيره طبيعيه وحدودها السياسيه قد تغيرت قليلا عبر الأزمان. وتذكر قائمة الملك بيكتش، وكذلك وثائق دي سيتو ألباني للمخطوطات اليدويه ل بوبلتون، بأن مملكة البيكتش أو ألباني تقسم إلى سبع ممالك فرعيه؛ واحده منها هي مملكة فايف. وهناك افتراض للمرجع الأقدم والمشهور والملقب «مملكة فايف» ويرجع تاريخة من 1678 فقط، بأن مصطلح التسمية يشتق من الإمتيازات الشبة ملكية ل «الإيرل فايف». ويمكن أن يكون مفهوم المملكة مشتق من التفسير الخاطئ من مذكرات وينتون.
فايف مسجل باسم «فيب» في عام 1150 ميلادي، واسم «فيف» في عام 1165.وغالبا ما إرتبط مع اسم فوثريف.
قلعة التل، كلاتشارد كريج، والتي تقع قريبه من نيوبيرج، كانت محتلة وتعتبر معقل بكتيشي هام، في القرن السادس والثامن ميلادي.
وكانت فايف تعتبر مركز ملكي وسياسي من عهد مالكوم الثالث وما بعده؛ حيث إنتقل قادة إسكتلندا بشكل تدريجي إلى ناحية الجنوب بعيدا من معتقلهم القديم حول سكوون. مالكولم كان لديه بيت أساسي في مدينة دونفيرملاين، وزوجته مارجريت، كانت المتبرع الرئيسي لكنيسة دونفيرملاين. الكنيسة حلت محل لونا، كمثوى أخير للصفوة الملكية لاسكتلندا، وروبيرت الأول كان من ضمن أولئك الذين دفنوا هناك.
الأيرل فايف وحتى القرن الخامس عشر، أعتبرت الند الرئيسي للمملكة الاسكتلنديه وإحتفظت بحق تتويج ملوك الأمة، بما يعكس هيبة وإعتبار المنطقة.
تم بناء قصر ملكي جديد تدريجيا في فولكلاند، والتي كانت سابقا معتقل ل كلان ماكدوف، وتم إستخدامة بواسطة عدة ملوك متعاقبين من أسرة ستورت، والذي أحب فايف نظرا لأراضي الصيد الغنية فيها.
وقد وصف ملك اسكتلندا، جيمس السادس، فايف باللهجة الاسكتلنديه الوسطى (بيجارز مانتل فرينجد وي جاود)، وتعني " ساحلها يعتبر حدود ذهبيه، وسلسلة موانئها الصغيره والمزدهره بأساطيل الصيد، تعتبر روابط تجارية غنية مع الدول المتدنيه: وكان يتاجر منها الصوف والكتان والفحم والملح. ومن ميزات فايف على مر التاريخ، الأواني القاسيه والتي يتم تسخينها بواسطة الفحم المحلي.وكان البلاط الاحمر المميز والمصنوع من الطين، والذي يشاهد في عدة مباني قديمة في فايف، كان يصل بحمولات على قوارب التجارة وحل محل الأسطح المصنوعة من القش سابقا.
في عام 1598، قام الملك جيمس السادس، بتوضيف مجموعة من إحدى عشره رجلا من فايف، وصاروا يعرفون بمغامرين فايف لكي يسكنوا جزيرة لويس، في محاولة منه لبدء حضارة للمنطقة. وإستمرت هذه المحاولة حتى عام 1609، عندما لاقى السكان الجدد معارضة من قبل السكان الأصليين، وتم شرائهم للخارج بواسطة كينيث ماكينزي، رئيس قبيلة ماكنزي.
أصبحت فايف مركزا للصناعات الثقيله في القرن التاسع عشر. وتم التنقيب على الفحم في المنطقة منذ القرن الثاني عشر على الاقل، لكن مناجم الفحم زاد عددها عشرات الاضعاف نتيجة لزيادة الطلب للفحم في عهد الملكة فيكتوريا. ومن قبل، العديد من أهالي القرى الريفيه مثل كودينبيث نزحوا بشكل سريع بالألاف وانتقلوا إلى فايف ليجدوا عمل في مناجمها. وإفتتاح الجسور الحديدة من فورث وتاي، ربط فايف ب دوندي وإيدنبيرج وسمح بالإنتقال السريع للبضائع. كما تم بناء موانئ حديثه في كل من ميثيل، برنتيسللند، وروسيث. وأصبحت مدينة كيركالدي مركز العالم في إنتاج المشمع. وبعد الحرب شاهدت فايف تنمية في غلينروثيز، ثاني مدينة جديده في إسكتلندا. وكان هذا النمو، في الأصل، من اجل تزويد السكن لعمال المناجم في منجم فحم جديد.وأستطاعت المدينة أخيرا أن تجذب عدد كبير من شركات السيليكون جلين إلى المنطقة. وكذلك تركزت عمليات مجلس شورى فايف والشرطة في مدينة غلينروثيز.
وقانون الحكومة المحلية في إسكتلندا رقم 1889، أسس نظام موحد لمجالس الدولة في إسكتلندا وأعاد ترتيب الحدود لعدة أقاليم في إسكتلندا. بعد ذالك تم إنشاء مجلس مقاطعة فايف في عام 1890. وتم تأسيس مجلس مقاطعة فايف في مباني المقاطعة في شارع كاثرين في كوبار.
من عام 1975وإلى عام 1996، أصبحت فايف منطقة حكومة محلية، مقسمة إلى ثلاثة مقاطعات: دونفيرملاين، كيركالدي وفايف الشماليه الشرقية. وفي عام 1996، تم إلغاء مجالس المقاطعات، وأصبح مجلس فايف الإقليمي، عباره عن مؤسسة موحده تعرف باسم مجلس فايف. وتعتبر فايف واحده من السلطات المحلية في منطقة ايدينبرج وجنوب شرق إسكتلندا.
كان هناك جمهور ناخبين برلمانيين لفايف في مجلس العموم في المملكة المتحده حتى 1885 وكذالك دوائر انتخابية في برلمان إسكتلندا حتى صدور قرار الاتحاد في 1707.
يوجد العديد من المباني التاريخية البارزه في فايف، بعضها يدار بواسطة الثقة الأهلية لأسكتلندا أو إسكتلندا التاريخية؛ وتتضمن: كنيسة دونفيرملاين (أخر مثوى للعائلة الملكية الاسكتلندية)، القصر في كولروس، قلعة ريفينسكريج في كيركالدي، ومنطقة ميناء ديسارت، قلعة بالجوني بالقرب من كوولتاون بالجوني، قصر فولكلاند (قصر الصيد لملوك أسكتلندا)، قلعة كيلي بالقرب من بيتين وييم، هضبة التارفيت (بيت تاريخي).

## السلطة الحاكمة

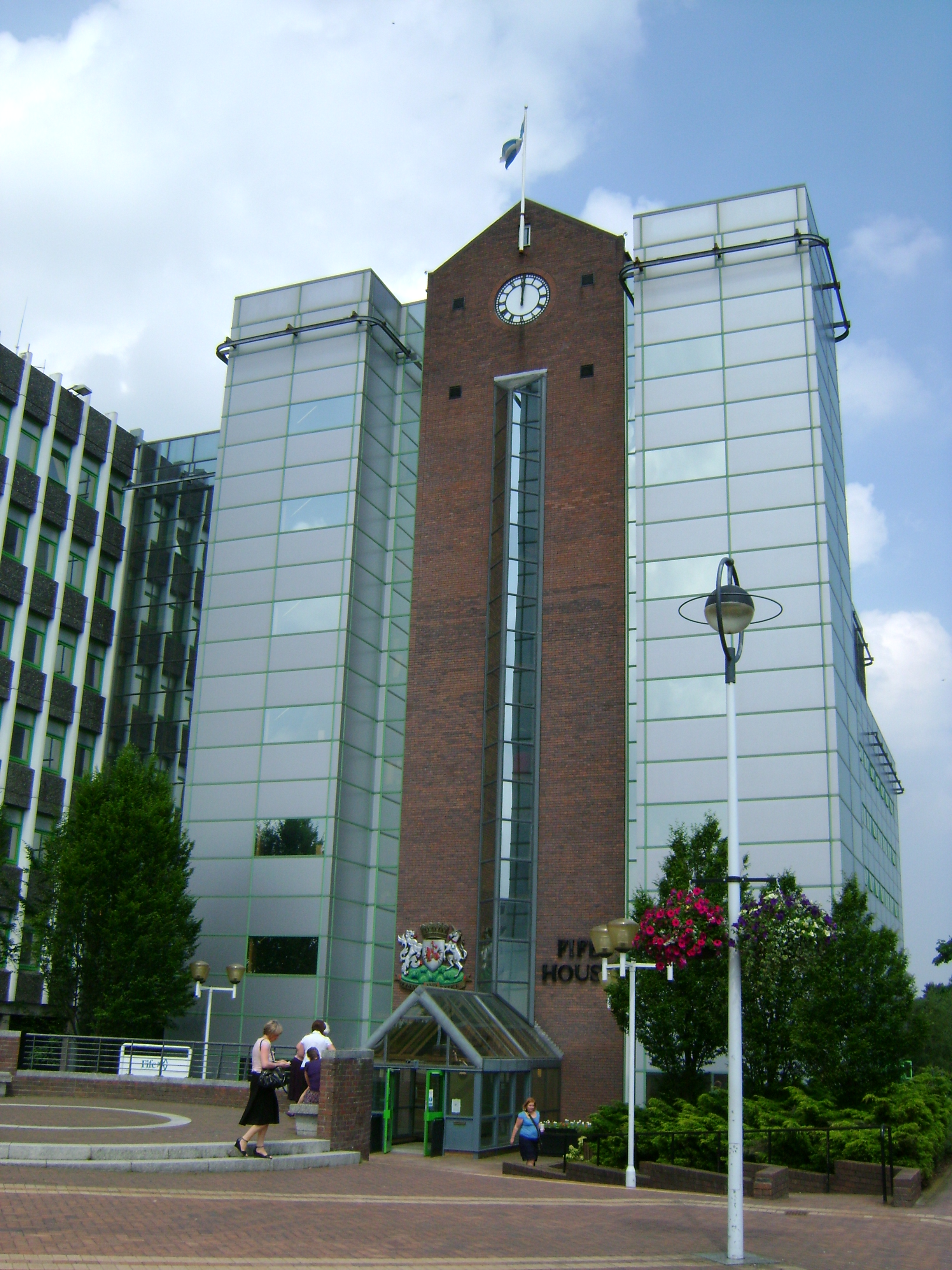
فايف هاوس ، موقع مجلس فايف

يمثل فايف في البرلمان الأسكتلندي، عدد خمسة أعضاء من دوائر إنتخابية (MSPs)، وأربعة أعضاء في برلمان المملكة المتحدة (MPs)، والذين يتم إرسالهم إلى الهوليروود والبرلمان البريطاني على التوالي. بعد الانتخابات العامة في عام 2015، الأربعة الأعضاء في البرلمان البريطاني، كانوا من الحزب الوطني الإسكتلندي. وفي الانتخابات العامة في عام 2017، تم استعادة كيركالدي وكاودينبيث بواسطة حزب العمال. وفي نفس الانتخابات، أصبح مقعد شمال شرق فايف أقرب مقعد في الدولة، وأصبح الSNP مسيطرين بأغلبية اثنين على الديمقراطيين الليبراليين. ثلاثة من الدوائر الانتخابية يسيطر عليها الحزب الوطني الإسكتلندي: وهي كاودينبيث، دونفيرملاين وميد فايف وغلينروثيز. واحده يسيطر عليها الديمقراطيين الليبراليين: شمال شرق فايف.
مجلس قيادة فايف الإداري وشرطة إسكتلندا بي ديفيجن (سابقا شرطة فايف)، كلها في غلينروثيز. إجتماعات المجلس تعقد في المجلس التشريعي لفايف، في مركز المدينة. (الجناح الغربي للمبنى تم بناءه بواسطة شركة غلينروثيز للتنمية، كمكاتب لهم في 1969، والتي أستخدمت لاحقا، كمقر القيادات لمجلس فايف الإقليمي). المقعد الإداري السابق كان كوبار. ومنذ أخر انتخابات اسكتلنديه في 2012، تم إدارة مجلس فايف بالأقلية بواسطة حزب العمال بإجمالي عدد المقاعد 35 مقعد بدعم من توري وأعضاء مجلس مستقلين. وتم إنتخاب أليكس رولي كقائد لمجلس فايف، ولكنه استقال من المنصب بعد انتخابه كعضو في برلمان المملكة المتحدة. ونجح ديفيد روس كقائد في فبراير 2014. وحزب إسكتلندا الوطني والأحزاب الأخرى شكلو المعارضة.

## الجغرافية

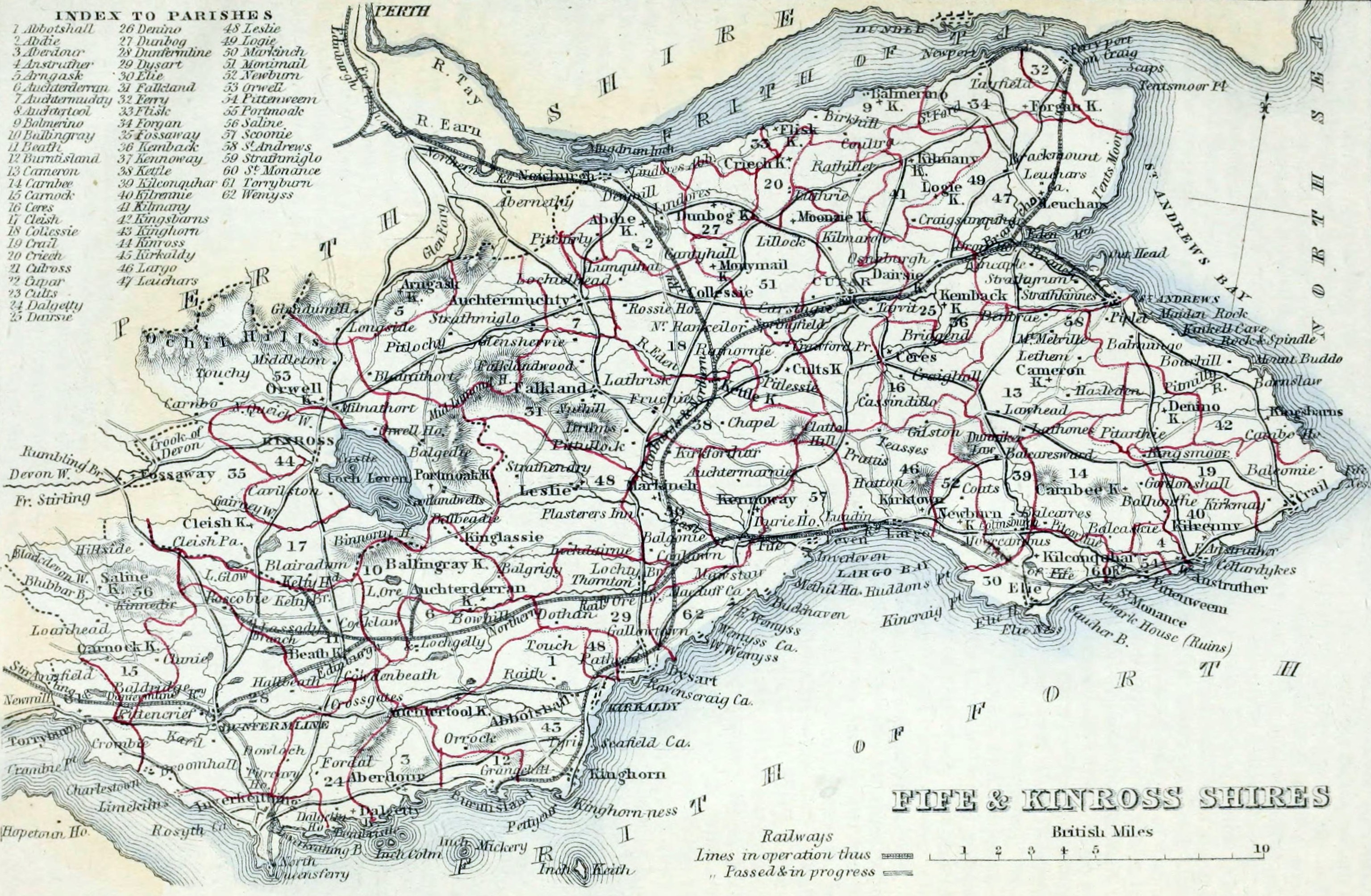
خريطة سيفيل بارش، لفايفشار وكينروس شاير واماكن الابريشيه محددة باللون الأحمر

تعتبر فايف شبه جزيره في إسكتلندا الشرقيه ويحدها من الشمال خليج التاي، ومن الشرق بحر الشمال ومن الجنوب خليج الفورث. الطريق إلى الغرب مغلقة جزئيا بواسطة مرتفعات اوكيل هيلز.وتقريبا معظم الطرق من وإلى فايف يجب أن تمر عبر واحده من الجسور الأربعة: جنوبا على طريق جسر فورث (مواصلات عامه وسيكلات فقط) ومعبر كوينسفري غربا على جسر كينكاردين أو من الشمال الشرقي عبر جسر تاي رود، والاستثناء هي سكة الحديد المتجهة على ال إم 90. تم إلغاء الرسوم على جسر طريق تاي وجسر فورث في 11 فبراير 2008 .
يوجد العديد من الملامح لبراكين هامدة مثل لوموند هيلز والذي يرتفع فوق الأراضي الزراعية المتموجة، وبركان لارجو لوو في الشرق. وعلى ارتفاع 522 متر، يعتبر الويست لوموند أعلى نقطة في فايف. الساحل لديه موانئ جيده ولكنها صغيرة وتمتد من أحواض السفن الصناعية في بيرنتيسلاند والرويش إلى قرى الصيد في شرق نيووك مثل أنستروثر وبيتينوييم.أما المنطقة الكبيرة من الأرض المستويه إلى شمال لوموند هيلز والتي يصب خلالها نهر ايدين، تعرف ب الهاو فايف.

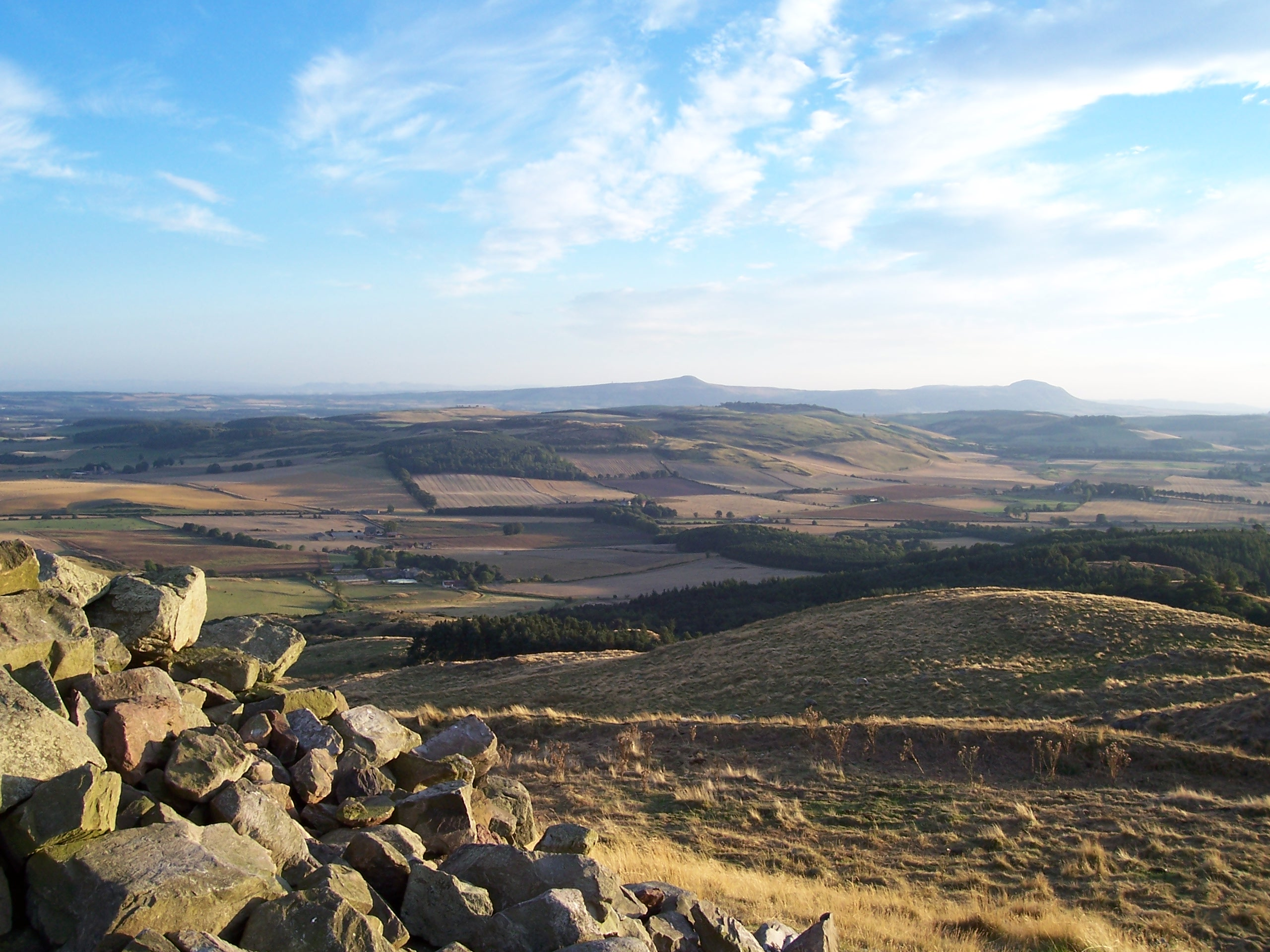
النظر إلى الاراضي الزراعية لشمال شرق فايف، وعلى مسافة بعيدة هضاب لوموند

وفي شمال اللوموند هيلز توجد قرى ومدن صغيرة، زراعية في الأصل وذات مناظر طبيعية جذابة . أما المناطق في الجنوب والغرب من فايف بما فيها مدن
دونفيرملاين، غلينروثيز، كيركالدي ومنطقة ليفينماوث، تعتبر نوعا ما صناعية وأكثر كثافة سكانية. والمناطق الوحيدة التي يمكن أن تعتبرها صناعيه بشكل كبير هي روسيث. كل ما حول أحواض السفن البحريه وربما مصنع موسموران لتجزئة الغاز الطبيعي المسال، على ضواحي كاودينبيث.
وتعرف زاوية شرق فايف، وعلى طول خيط القرى بين إيرلسفيري وكينجسبارنز، وعلى طول مناطقهم الخلفيه، تعرف ب الإيست نيووك من فايف (زاويه أو نقطة بارزة من الأرض)؛ وهي عبارة عن مستعمرات صغيرة حول الموانئ المستوره، وتتميز بلغه عاميه «اللغة الهولنديه»، وأيضا اماكن مدرجة وفن معماري مبني من الحجر ومسقوف بالجلمون. وتملك المنطقة وسط أعلى تركيز للبيوت الثانية ومنازل الإيجار للعطلة الصيفية في إسكتلندا. صناعة الصيد والتي بنيت عليها مستعمرات الايست نيووك الساحليه، قد هبطت في السنوات الحاليه، مع أسطول الصيد الرئيسي حاليا يعمل من بيتينوييم والميناء في أنستروثر كونه مستخدم كميناء لأصحاب المتعة والتسلية.
يوجد عدة جزر واقعة على ساحل فايف مثل جزيرة ماي، انكيث، وانكولم.اما جزيرة بريستون السابقة لم تعد جزيرة بعد عمل إصلاح الأراضي الزراعية.

## المدن والقرى
كوبار أقتطعت كأقليم من كرايل في بداية القرن الثالث عشر. وغلينروثيز تعتبر الآن المركز الإداري، بعد قرار تحديد مراكز القيادة من المجلس الإقليمي لفايف المؤسس حديثا هناك في 1975. الثلاث المدن الرئيسية لفايف هي كيركالدي، دونفيرملاين وغلينروثيز. وبحسب تقدير 2012، دونفيرملاين هي أكبر مستعمره من ناحية السكان ويليها كيركالدي ومن ثم غينروثيز. المدن التاليه الأكثر حجما من حيث عدد السكان هي مدينة القديس أندروز، كاودينبيث، روسيث، ميثيل ودالجيتي بيي.والباقي من فايف يحتوي على مدن أصغر مثل انفيركيثنن ًج، كينكاردين، انستتروثر، لوكجيلي، بيرنتسلاند، ليفين، نيوبيرج، تايبورت وكوبار. والقرى مثل سبرينجفيلد، كينجلاسي، كينغورن، إيلي، اوكترتوول، كروسجيتس، بالينجري واوكتيرموكتي.

## الثقافة

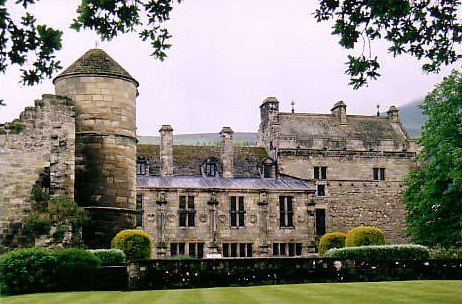
قصر فولكلاند

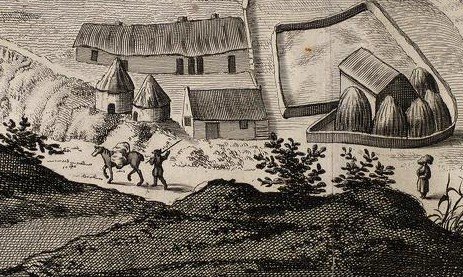
مزرعة في ارض أسكتلندية منخفضة تفاصيل من سليزرز بروسبيكت، دونفيرملاين 1693

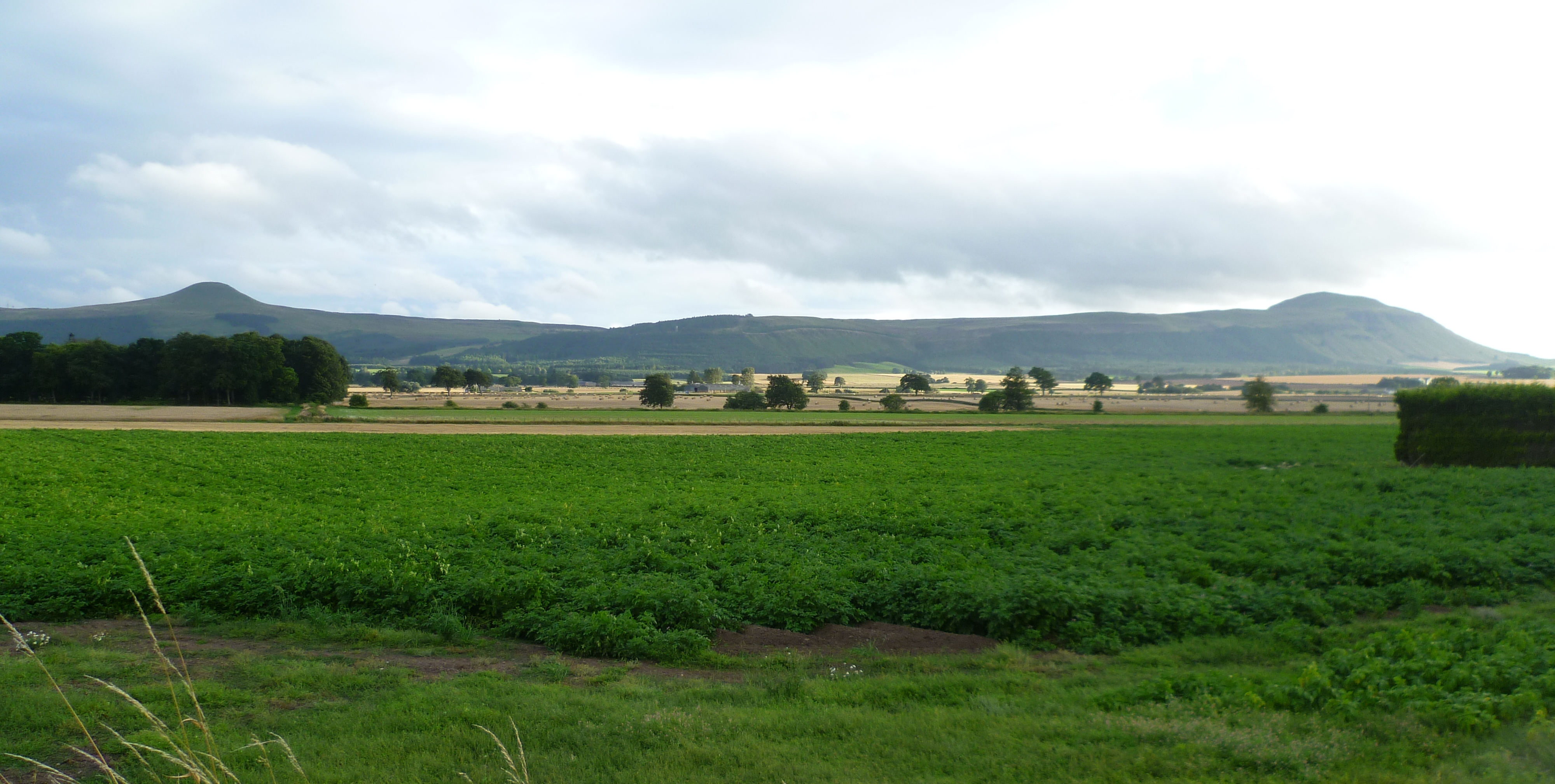
منظر مقرب لهضاب ليموند، كما يشاهد من اوتشتيرموتشي

فايف تحتوي على 4,961 مباني مسجلة و 48 منطقة محمية. المواقع الأهلية ذات الأهمية تتضمن: قصر فولكلاند، قلعة كيلي ، قصر دونفيرملاين ، قلعة القديس أندروز ، قصر كولروس وقلعة ريفينسكرايج في كيركالدي. فايف لديها عدد من المواقع الكنسيه ذات اهتمام تاريخي. كاثيدرائية القديس أندروز كانت بيت رئيس الأساقفة القوي القديس أندروز ، وفيما بعد أصبحت مركز الإصلاح الديني الإسكتلندي ، بينما كنيسة دونفيرملاين كانت المثوى الأخير لعدد من الملوك الاسكتلنديين. وكنيستي بالميرنو وكولروس تأسست كلاهما في القرن الثالث عشر بواسطة السيستيرشانس ، بينما في القرن الذي قبله ، كنيسة ليندوريس تأسست بواسطة التيرونينسيانز خارج نيوبرج ؛ كلها كانت مواقع مهمة.
مهرجان مقاطع الشعر ، مهرجان شرق نيووك ، ومهرجان بيتينوييم للفنون ، هي أحداث ذات أهمية ثقافية وطنية. والمهرجانات الأصغر مثل مهرجان الكوبار للفنون تقام أيضا. مسرح الباير في مدينة القديس أندروز ومسرح أدام سميث في كيركالدي كلاهما ينظر لها بإحترام كبير كأماكن سياحية، والأخير أيضا كونه الأساس لشركة الأوبرا الراقيه ، أوبرا فايف. الباير قد تم إعادة فتحة في خريف 2014 بعد ذهابه إلى الحكم في عام 2012.

## اشخاص بارزين من فايف
- روبرت أدم ، مهندس معماري
- ستوت ادامسون ، موسيقي (بيج كانتري ، ذا سكيدز)
- ويليام ألان ، باحث كلاسيكي في جامعة أكسفورد
- أيان أنديرسون ، موسيقي ، قائد فرقة جيثرو تول
- أيان بانكس، كاتب

## الرياضة
مدينة القديس أندروز في فايف هي وطن الجولف، وكونها بيت الR&A ؛ الهيئة المسيطرة للرياضة حول العالم، على إنفراد من الولايات المتحدة والمكسيك.ويعتبر نادي الجولف الملكي والعتيق، والذي ينحدر إلى 2004، هو أقدم نادي جولف في العالم.
فايف لديها خمسة نوادي كرة قدم يلعبون في الاتحاد الإسكتلندي لمحترفين كرة القدم : كاودينبييث ، دونفيرملاين أثيليتك ، إييست فايف (مؤسس في ميثيل)، كيلثي هارتس وريث روفر (مؤسس في كيركالدي). وخمسة عشرة نادي ينافسون في اتحاد شرق أسكتلندا بينما واحد يلعب في منطقة الشرق ، ايست ريجين، SJFA .
فايف فلايرز (مؤسس في كيركالدي) هو أقدم نادي لعبة الهوكي على الجليد في المملكة المتحدة ويلعب في أعلى سرب في بريطانيا، نخبة اتحاد لعبة الهوكي على الجليد.
فايف أيضا هي وطن لثمانية نوادي اتحاد كرة القدم ، هاوي في فايف (مؤسس في كوبار)، وكيركالدي يلعبو في التحالف الوطني الإسكتلندي لكرة القدم بينما دونفيرملاين ، روسيث شاركس ، غلينروثيس ، مادراس ، وأكاديمية وايد (مؤسس في انستروثر) تنافس في تحالف كاليدونيا الإقليمي. جامعة القديس أندروز - أقدم نادي كرة قدم في فايف - تلعب في رياضة مجموعة الجامعات والكليات البريطانية.
مملكة الكنغر هي المبادئ الأسترالية الوحيده لفريق كرة القدم في فايف ، مع التدريب المنعقد في رويسث وكيركالدي.
نادي أبيدور شينتي لديه فريقين من الرجال ، وفريقين من النساء ، ومجموعة متعددة من الشباب.
فايف أيضا تمتلك فريقين منافسين لكرة السلة ؛1- دونفيرملاين رين ، والذي يلعب خارج من مدرسة ثانوية كولومباس في دونفيرملاين وينافس عبر عدد من منافسات السي بي سي ، 2- فايف ستييل، فريق مؤسس في كيركالدي ، ويشغل عدد من الفئات بحسب السن، مع فريق الرجال الكبار وفريق تحت التاسعة عشره يلعب حاليا في التقسيم 3 في اتحاد لوثيان لكرة السلة للرجال.
فايف هي المكان الذي تعقد فيه العديد من رياضة سباق الدراجات الشعبية ، والدورة الرياضية لسباق النوكيل، ومسرح الرياضة الوطنية لسباق الدراجات لاسكتلندا ، والمكان الوحيد المصنف للعبة ال إف أي إيه في الدولة. كاودينبييث ريسوول؛ مكان لسباق السيارات البيظاوية القديمة، ولوكحيلي ريسووي؛ مكان يحتوي على منهج الدريفتلاند المتدفق وربع الميل البيضاوي، والكرييل ريسووي ؛ مكان يقع على المطار العسكري السابق ويحتوي على قطاع ربع ميل للتزلج ودورة الكارتيه الذي تنعقد بواسطة نادي كارت إسكتلندا.

## وسائل الإعلام
الجرائد التي تصدر محليا تشمل : صحافة فايف الحرة في كيركالدي ، صحافة دونفيرملاين في دونفيرملاين ، جريدة الغلينثروثيس في غلينثزوثيس، الايست فايف ميل في لينفين ، إذاعة فايف في كوبار ، هاوي في فايف، والقديس أندروز سيتيزين في مدينة القديس أندروز. الدي سي ثومسون تصدر طبعات من فايف وشرق فايف من الدوندي كوورير والادفيرتيايزر ، ومطبعة الأقاليم حق الايفيننج تيليحراف تباع في فايف.
ومحطة الراديو الوحيدة المؤسس في فايف هي مملكة إف إم. ويوجد أيضا محطة راديو المجتمع والتي تبث كل مساء وتدار من الشباب لوحدهم وتسمى راديو شباب فايف. ومن محطات الراديو الأخرى: راديو تاي وإدينبرج 97.3 فورث ون ، تبث إلى الأجزاء الشمالية والجنوبية من المنطقة على التوالي.

## روابط خارجية
- فايف (إسكتلندا) على مشروع الدليل المفتوح
- Knowfife Dataset نسخة محفوظة 18 يناير 2021 على موقع واي باك مشين.
- Fife Direct
- Fife Today
- Kingdom of Fife Tourist Board
- The Fife Post
- Fife Coastal Path نسخة محفوظة 16 يوليو 2019 على موقع واي باك مشين.
- Fife Youth Radio
- Kingdom FM
- Pupils in Fife report on issues that are important to them for Radiowaves
- Fife Community Portal
- FifeLink – an online community for Fife
- National Library of Scotland: SCOTTISH SCREEN ARCHIVE